# Любомир Стоенчев
Любомир Димитров Стоенчев или Стоянчов е български военен, полковник, и революционер, деец на Върховния македоно-одрински комитет (ВМОК). Ползва псевдоними като Велко, Вълнаря, Столюди.

## Биография
Любомир Стоенчев е роден в град Търново на 14 октомври 1876 година в род, свързан с възрожденските борби - негов дядо е Стоянчо Пенев Ахтар. През 1895 година завършва Военното училище в София и е произведен в чин подпоручик. Става член на ВМОК и участва в подготовката на чети, изпращани за Македония.
През 1898 година Любомир Стоенчев е изпратен от Борис Сарафов в Цариград като специален представител на Вътрешната македоно-одринска революционна организация, за да разговаря с екзарх Йосиф I по отношение на учителите членове на Организацията, които Екзархията трябва да назначи в българските екзархийски училища в различни райони на Македония. За да не бъдат залавяни от турските власти онези учители, за които турската полиция започва да подозира, че са членове на Революционната организация, бързо биват премествани в други градове или села, по-далече от мястото, където са работили.
През есента на 1902 г. поручик Любомир Стоенчев участва като войвода на чета в Горноджумайското въстание. По време на Илинденско-Преображенското въстание в средата на месец август 1903 г. Любомир Стоенчев навлиза в Разложко, Серски революционен окръг начело на отряд от 80 души. Когато се изготвя планът за бойните действия в Серски революционен окръг поручик Стоенчев получава задача от генерал Иван Цончев, ръководителя на ВМОК, да замине за Демирхисарско и да извърши разузнаване в Рупелския проход, евентуално да го овладее и да разруши моста на Струма, за да се затрудни придвижването на турската армия. В Демирхисарско отрядът на поручик Стоенчев действа заедно с четата на стария войвода на ВМОРО дядо Илия Кърчовалията. Когато отрядът на Стоенчев доближава моста на Струма е нападнат от турска войска, която охранява района. Въстаниците водят голямо сражение с турската армия на 9 септември в местността Ливадата. Турците дават 6 души убити, а четата на поручик Стоенчев се изтегля без загуби. На 12 септември в местността Мали пресек поручик Любомир Стоенчев води ново сражение. Битката продължава цял ден. Турците дават около 30 убити и много ранени, а четата губи 6 души въстаници и 16 души са ранени. Като прибира ранените, отрядът на поручик Стоенчев се изтегля към Неврокопско. Тук башибозукът и турската войска са започнали да опожаряват и разграбват българските села. Отрядът на Любомир Стоенчев прикрива бягащите към границата с България български семейства от опожарените села Кремен и Обидим и ги придружава досами границата при Айгидик. Преди да премине на българска територия отрядът на поручик Стоенчев води сражение с турците при село Доспат.
В края на 1903 година е изпратен на пропагандна обиколка заедно с Борис Тагеев и Пьотър Дудорев в Западна Европа. Тримата посещават Будапеща, Любляна, Триест, Рим и Ница. Двамата руски журналисти изнасят сказки в защита на македонските българи и събират парични помощи за пострадалите от въстанието.
След въстанието, през 1904 – 1905 г. поручик Любомир Стоенчев действа като войвода на чета в Малешево.
По време на Балканската война Любомир Стоенчев е командир на Девета велешка дружина от Македоно-одринското опълчение. През Междусъюзническата война на 20 юли 1913 година е командирован в 11 сярска дружина. През Първата световна война Любомир Стоенчев отново воюва в Македония, този път като командир на 28-и пехотен стремски полк и дружина от 64-ти пехотен македонски полк. Достига до чин полковник от Българската армия. Носител е на орден „За храброст“.
След войната напуска армията и се отдава на обществена дейност. Продължава да бъде тясно свързан с дейността на ВМРО и е близък с генерал Александър Протогеров.
Умира в София на 21 април 1952 година.